# 東大寺学園幼稚園
東大寺学園幼稚園（とうだいじがくえんようちえん）は、奈良県奈良市に所在する私立幼稚園。学校法人東大寺学園が運営し、東大寺大仏殿の西隣に位置する。

## 概要
東大寺が1934年（昭和9年）3月金鐘幼稚園設立。戦争によりいったん閉園するが、1952年（昭和27年）5月、専修女学院階下2教室にみどり幼稚園を開園。1963年（昭和38年）4月に東大寺が運営する全ての学校を東大寺学園と改称し、現在に至る。
3年保育。開園以来、遊びを重視した保育を一貫して行っている。仏教的雰囲気に包まれた環境を生かし、地蔵祭りや成道会（じょうどうえ）といった宗教的行事に触れさせ、敬愛・感謝の心を育んでいる。

## 主な年間行事
- 聖武祭（5月2日）
- 花祭り（5月8日）
- 春の遠足（若草山）（5月）
- プール（6月、9月）
- 蔵祭り（7月）

- 運動会（10月）
- 秋の遠足（大阪市天王寺動物園）（10月）
- 文化祭（11月）
- 成道会（12月）

- 耐寒マラソン（1月）
- 生活発表会（2月）
- お水取り見学（3月）
- 二月堂参拝－達陀帽（だったんぼう）－（3月）

## 併設学校
- 東大寺学園中学校・高等学校

東大寺南大門の西側（現：東大寺ミュージアム）にあったが、1986年（昭和61年）4月奈良市内の郊外に移転した。優先入学制度はない。